# Riserva naturale Acquerino Cantagallo
La Riserva Naturale Acquerino Cantagallo è un'area naturale protetta situata nel Comune di Cantagallo, in provincia di Prato, e istituita nel 1998.
La riserva occupa una superficie di 1.867,00 ha.